# 圣比森特德亚雷瓦洛
圣比森特德亚雷瓦洛，是西班牙卡斯蒂利亚-莱昂阿维拉省的一个市镇。总面积16平方公里，总人口222人（2001年），人口密度14人/平方公里。